# Selaginella sinensis
Selaginella sinensis là một loài dương xỉ trong họ Selaginellaceae. Loài này được Desv. Spring mô tả khoa học đầu tiên năm 1843.